# Hearts in Hock
Hearts in Hock é um curta-metragem mudo norte-americano de 1919, do gênero comédia, com participação de Oliver Hardy.

## Elenco

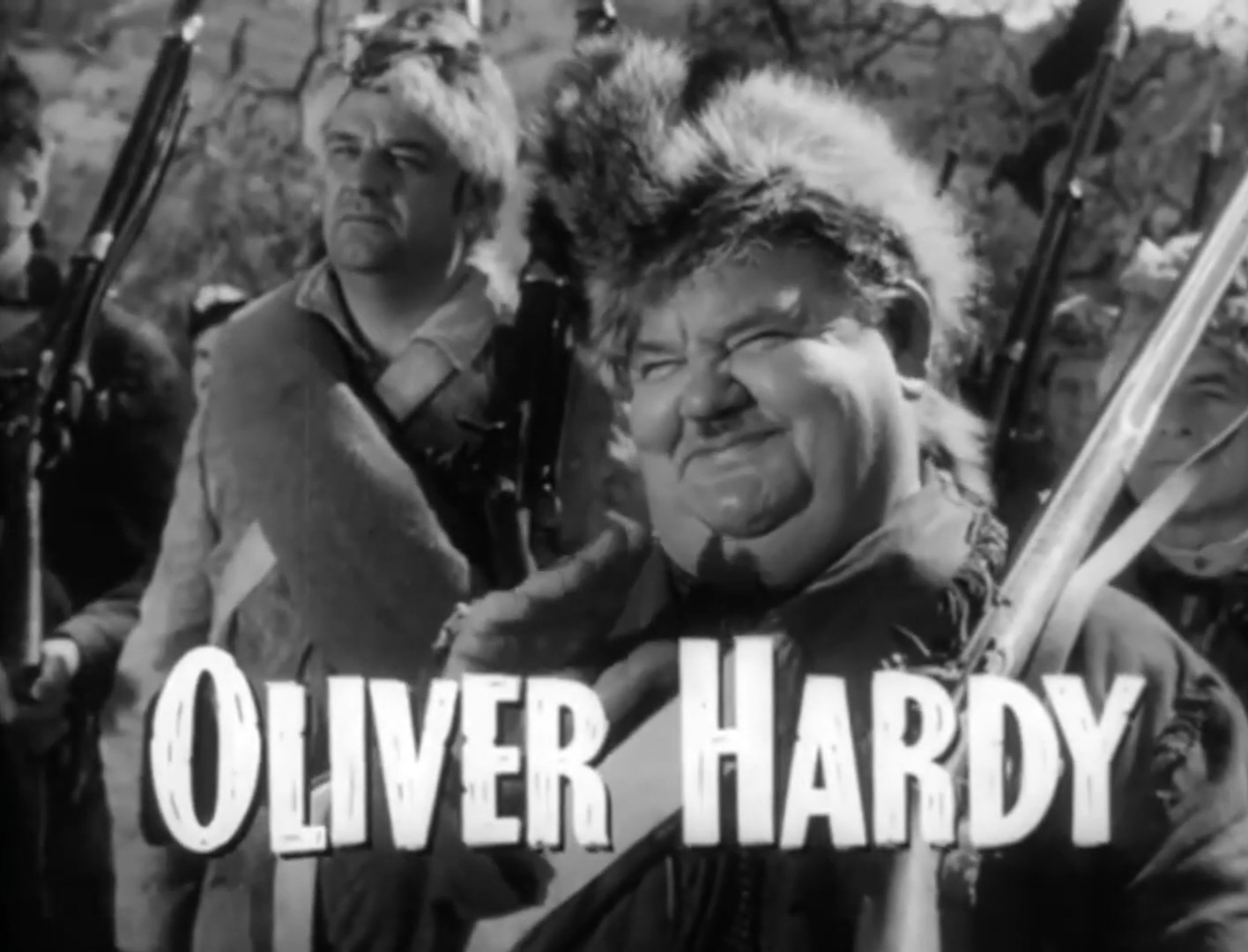
Oliver Hardy

- Oliver Hardy - (como Babe Hardy)
- Peggy Prevost
- Jack Henderson
- Bartine Burkett
- Billy Armstrong